# Etazeta của Bithynia
Etazeta (khoảng năm 255 TCN - năm 254 TCN) là người vợ thứ hai của Nicomedes I, vua xứ Bithynia và còn là nữ hoàng của xứ Bithynia.
Vốn là một người phụ nữ đầy tham vọng, bà đã có thể thuyết phục chồng mình loại bỏ người con trai từ cuộc hôn nhân cũ của ông khỏi vị trí thái tử; và thay vào đó ngai vàng sẽ được dành cho người con của Etazeta. Để có thể củng cố ngai vàng một cách vững chắc cho vị vua nhỏ tuổi, Ptolemaios II của Ai Cập và Antigonos II của Macedonia; cũng như các thành bang Byzantium, Heraclea và Cius đã được mời tham gia vào việc giám hộ cho vị vua nhỏ.
Sau khi Nicomedes I qua đời vào khoảng năm 255 TCN, bà đã cai trị trên danh nghĩa thay mặt cho người con trai còn nhỏ tuổi của mình. Tuy nhiên, người con trai đầu lòng của Nicomedes, Ziaelas, từ chối chấp nhận quyết định của cha mình và bắt đầu một cuộc chiến tranh chống lại người mẹ kế nhằm khôi phục lại vương quốc cho bản thân ông ta. Etazeta đã cố chống cự, đồng thời kết hôn với người em trai của cựu vương Nicomedes, nhưng cuối cùng, vào khoảng năm 254 TCN, bà vẫn bị Ziaelas lật đổ và buộc phải chạy trốn tới Macedonia cùng với người con trai của mình.